# حبش عليا
حبش عليا هي قرية في مقاطعة خوي، إيران. عدد سكان هذه القرية هو 1,269 في سنة 2006.